# 衣拉木江·木拉吉
衣拉木江·木拉吉（維吾爾語：ئىلامجان مۇراج‎，1969年—），也作依拉木江·木拉吉，新疆阿勒泰人，维吾尔族，前中国男子越野滑雪运动员，退役于1994年，现为中国国家越野滑雪队教练，是2022年冬季奥林匹克运动会最后一棒的2名火炬手之一迪妮格尔·衣拉木江的父亲。2022年4月8日，中共中央和中华人民共和国国务院授予衣拉木江“北京冬奥会、冬残奥会突出贡献个人”称号。